# Aussichtsturm Petřín

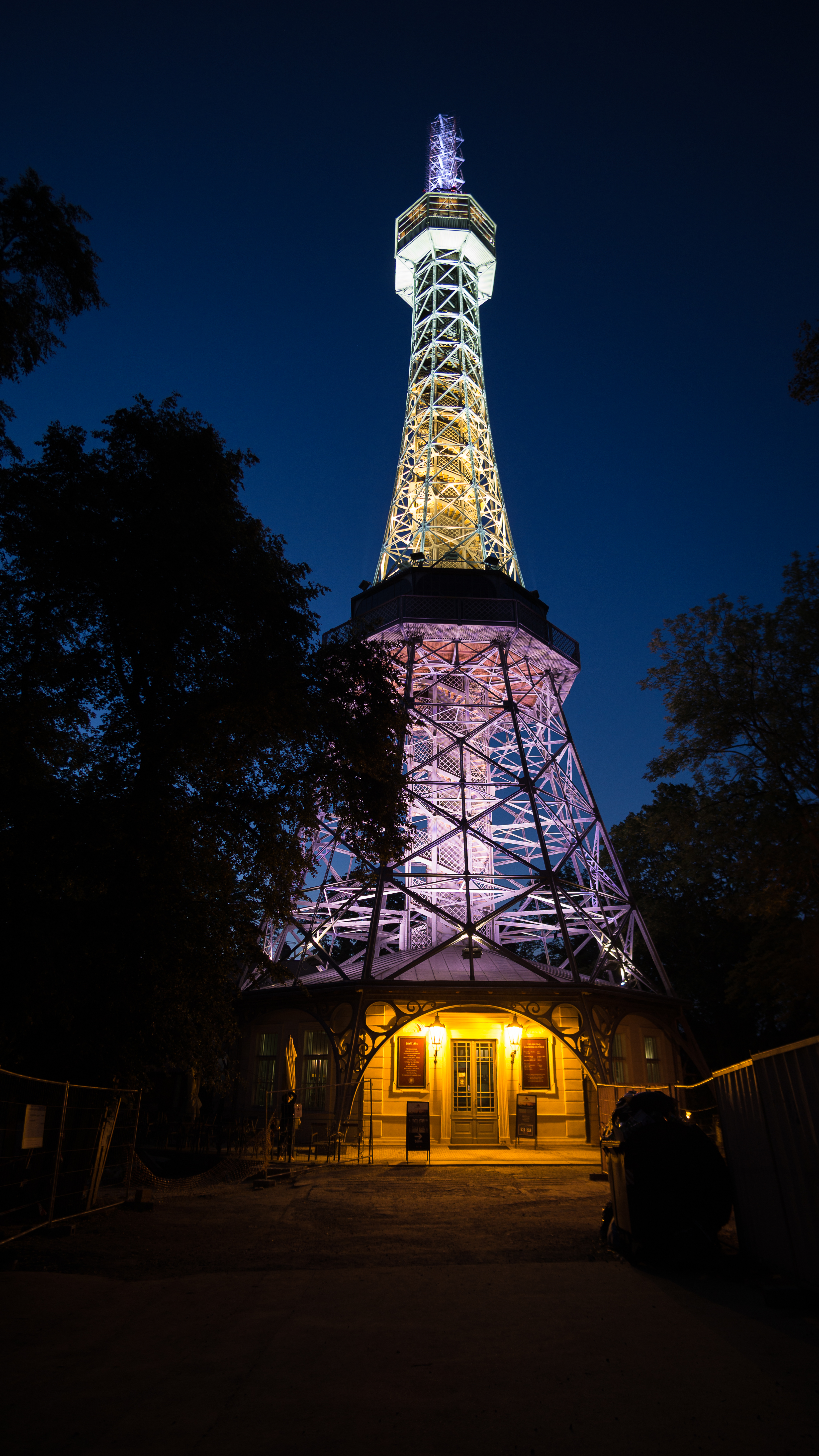
Aussichtsturm Petřín bei Nacht

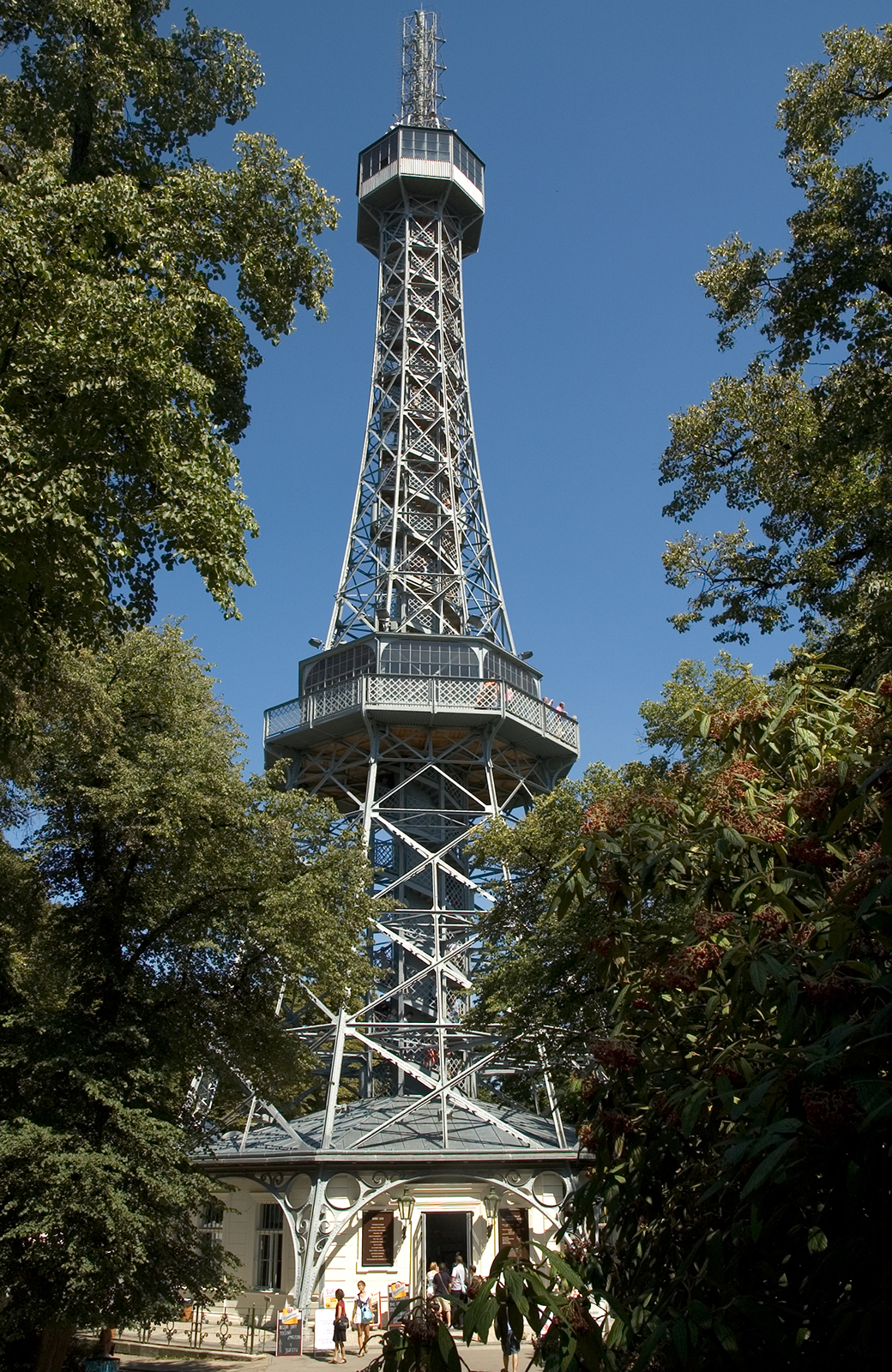
Aussichtsturm Petřín

Der Aussichtsturm Petřín (Petřínská rozhledna) ist ein 63,5 Meter hoher Stahlfachwerkturm auf dem Petřín-Hügel im Stadtteil Kleinseite (Malá Strana) der tschechischen Hauptstadt Prag.
Der Turm wurde anlässlich der Industrieausstellung am 20. August 1891 als verkleinerter Nachbau des Pariser Eiffelturms eröffnet und ermöglicht einen umfassenden Ausblick auf Prag und die weitere Umgebung. Baubeginn war der 16. März 1891. 1953 wurde auf dem Turm eine Fernsehsendeantenne installiert. 1991 wurde der Turm nach mehrjährigen Sanierungsarbeiten wieder für den Publikumsverkehr geöffnet. Seit 1992 dient der Turm nicht mehr als Fernsehsendestation.
Erreichbar ist der Turm zu Fuß über einen 45-minütigen Aufstieg durch den Park oder in rund drei Minuten mit der Petřín-Standseilbahn. Um die oberste der zwei Aussichtsplattformen zu erreichen, müssen 299 Stufen auf einer doppelläufigen Wendeltreppe in Form einer Doppelhelix bewältigt werden. Je eine separate Treppe ist dabei für Auf- und Abstieg vorgesehen. Es steht ein Aufzug zur Verfügung, der jedoch nicht immer in Betrieb ist.

## Beschreibung
Die Stahlkonstruktion wiegt 175 Tonnen. Im Unterschied zum Eiffelturm hat der Petřín-Aussichtsturm keinen viereckigen, sondern einen achteckigen Querschnitt und steht auch nicht auf vier Stahlfachwerksäulen. Der Platz zwischen den Fundamenten wird komplett von der Eingangshalle ausgefüllt. Eine Gemeinsamkeit mit dem Eiffelturm ist die Ausführung der niedrigsten Querverbindungen als Rundbögen.